# Maigret und sein größter Fall
Maigret und sein größter Fall ist ein Kriminalfilm, der 1966 unter der Regie von Alfred Weidenmann in Österreich und in der Schweiz gedreht wurde. Die Titelrolle des Kriminalkommissar Maigret spielte Heinz Rühmann. Der Farbfilm basiert frei auf der Vorlage Maigret und der Spion von Georges Simenon.

## Handlung
Beim Diebstahl eines Gemäldes von Vincent van Gogh in einem Pariser Museum kommt ein Wachmann des Museums zu Tode. Als Kommissar Maigret die Ermittlung übernimmt, wird ein Kunstsammler namens Holoway vorstellig, dem das Gemälde angeblich zum Kauf angeboten wurde. Nun fürchtet er um sein Leben und bittet um Polizeischutz, den Maigret gerne gewährt, um den Kunstsammler, dem er misstraut, gleichzeitig unauffällig zu beschatten.
Maigret folgt Holoway mit dem Versicherungsdetektiv Francois Labas nach Lausanne, wo der Kunstsammler nach dem Besuch in einer Bar namens Moulin Bleu scheinbar ermordet wird. Maigret findet die tatsächliche Leiche später selbst in einem Hotelzimmer. Zur Verwirrung legt er Holoways Leiche unbemerkt in einer Korbkiste im Park ab. Dadurch kommt er zuerst zwei jungen Burschen auf die Spur, die in Geldnöten stecken, weil sie einer Animierdame imponieren wollen und deshalb in jener Nacht in die Bar eingebrochen waren. In der Folge ermittelt Maigret unter den Angestellten und der Betreiberfamilie der Bar, den italienischstämmigen Genaros. In deren Wohnung findet er auch das gestohlene Gemälde, nachdem Adriano Genaro den Auftragsdiebstahl für Holoway gestanden hatte. Am Ende entlarvt Maigret mit Hilfe eines heroinsüchtigen Barmusikers auch den Mörder des Kunstsammlers, indem er alle Verdächtigen in einem Schwimmbad versammelt. Es ist der Sohn des Millionärs Delfosse, der beim Durchsuchen von Haloways Hotelzimmer von diesem, den er schon tot geglaubt hatte, überrascht worden war.

## Entstehungsgeschichte

### Besetzung
Für die Rolle des Kommissar Maigret war ursprünglich der britische Schauspieler Rupert Davies vorgesehen. Davies hatte den Kommissar zuvor in der Fernsehserie Kommissar Maigret mit insgesamt 52 Folgen für die BBC verkörpert. Er sagte seine Mitwirkung jedoch ab, als er erfuhr, dass nicht wie vorgesehen Krimi-Spezialist Jürgen Roland, sondern Alfred Weidenmann die Regie übernehmen sollte. Zudem behagten ihm die Bearbeitungen des Drehbuchs nicht, die die Vorlage Maigret und der Spion von Georges Simenon stark veränderten, so dass am Ende gar kein Spion mehr auftrat. Stattdessen wurde an der Seite des Kommissars eine komische Rolle für Eddi Arent eingebaut, der aber in der deutschen Synchronisation von Christian Wolff gesprochen wird. Zwischen der Produktionsfirma und Davies kam es zum Streit über die geschlossenen Verträge. Am Ende präsentierte der Filmproduzent Karl Spiehs Heinz Rühmann als neuen Maigret. Spiehs hatte mit Rühmann bereits in Das Liebeskarussell zusammengearbeitet und konnte ihn innerhalb eines Tages überreden, die Rolle zu übernehmen.
Rühmanns Verkörperung der Figur Maigret ist umstritten. Simenon selbst befand, „dass er ein ausgezeichneter Schauspieler ist.“ Oliver Hahn beschrieb die Besetzung dagegen als einen „Betriebsunfall in der Filmgeschichte“. Laut Spiegel war aus dem großen und korpulenten Maigret der Vorlage ein „Maigretchen“ geworden. Nach Knut Hickethier ließen sich die festgefügten Vorstellungen des Publikums vom Schauspieler Rühmann und der Verkörperung des Kommissar Maigret durch Rupert Davies nicht in Einklang bringen. Rühmann sei es nicht gelungen, seine Interpretation gegen Davies’ Vorlage durchzusetzen.

### Produktion
Die Außenaufnahmen drehte man in Lausanne, wo der Film über weite Strecken spielt. Zu sehen sind unter anderem die dortigen Altstadt, das Seebad sowie die Hafenanlage in Ouchy und die Zahnradbahn Lausanne–Ouchy. Die Atelieraufnahmen entstanden in den Studios der Wien-Film in Wien-Sievering. Die Filmbauten stammten von Herta Hareiter, die Kostüme von Lambert Hofer. Produktionsleiter war Heinz Pollak.

## Veröffentlichung
Die Kinopremiere war in der Bundesrepublik Deutschland am 24. November 1966 und in der DDR am 25. August 1967. Die Fernsehpremieren folgten jeweils fünf Jahre später am 15. April 1971 in der ARD und am 12. August 1972 beim Deutschen Fernsehfunk.

## Kritiken
Der Spiegel beschrieb: „Der Trenchcoat ist gebügelt, der Sakko sitzt proper. Maigret […] ist deutsch geworden.“ Regisseur Weidenmann verändere den Realismus der Vorlage  „ins Pittoreske und Mondäne. Der große Fall ist eher klein.“
Das Lexikon des internationalen Films urteilte: „Betuliche Verfilmung eines Romans von Georges Simenon. Freunde des Schauspielers [Heinz Rühmann] werden trotz der mäßigen Spannung annehmbar unterhalten.“
Der Evangelische Film-Beobachter zog folgendes Fazit: „Gutgemachter Krimi […], in dem Heinz Rühmann als Kommissar Maigret seinen vielen Vorgängern Konkurrenz zu machen sucht. Ein wenig mehr Aktion und Atmosphäre hätte nicht geschadet. Für Freunde des Denksports mit kriminellem Einschlag durchaus sehenswert.“